# 米本努
米本 努（よねもと つとむ、1964年（昭和39年）7月9日 - ）は、日本の実業家、銀行家。千葉銀行代表取締役頭取、全国地方銀行協会代表理事会長。

## 来歴・人物
千葉県旭市出身。1987年早稲田大学商学部を卒業し千葉銀行に入行。経営企画部長などを経て、2019年に取締役専務執行役員に昇進する。2021年に早大の先輩でもある佐久間英利の後任として、代表取締役頭取に就任する。

## 経歴
- 1987年（昭和62）
  - 4月：千葉銀行入行
- 2010年（平成22年）
  - 6月：同香港支店長
- 2012年（平成24年）
  - 6月：同秋葉原支店長
- 2014年（平成26年）
  - 6月：同経営企画部長
- 2016年（平成28年）
  - 6月：同執行役員営業支援部長
- 2017年（平成29年）
  - 6月：同取締役常務執行役員
- 2018年（平成30年）
  - 6月：同取締役常務執行役員営業本部長(グループCBO)
- 2019年（平成31年）
  - 6月：同取締役専務執行役員企画本部長(グループCSO)
- 2020年（令和2年）
  - 4月：同取締役専務執行役員企画本部長(グループCSO・グループCDTO)
- 2021年（令和3年）
  - 4月：同取締役専務執行役員
- 2021年（令和3年）
  - 6月：同取締役頭取(グループCOO)

## 参考資料
- “第116期有価証券報告書” (PDF).   千葉銀行 (2022年3月31日). 2022年8月16日閲覧。

| ビジネス        | ビジネス                      | ビジネス |
| --------------- | ----------------------------- | -------- |
| 先代 佐久間英利 | 千葉銀行頭取 2021年 -         | 次代     |
| 先代 柴田久     | 全国地方銀行協会会長 2022年 - | 次代     |

| スタブアイコン | サブスタブ | この項目は、まだ閲覧者の調べものの参照としては役立たない、人物に関連した書きかけの項目です。この項目を加筆・訂正などしてくださる協力者を求めています（P:人物伝/PJ:人物伝）。 |